# تلاس

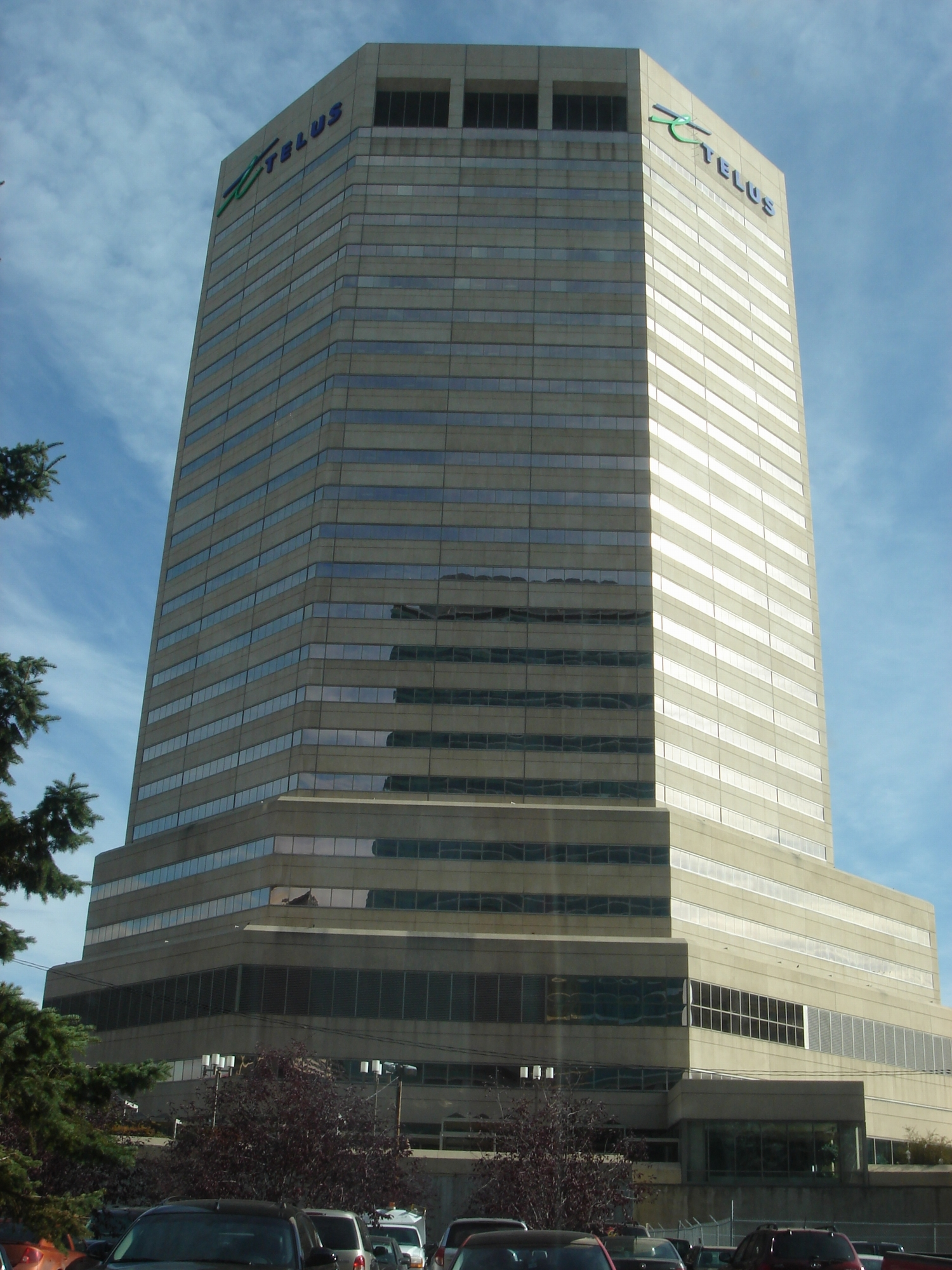
ساختمان اداری شرکت تلاس در کلگری

تلاس (به انگلیسی: Telus) شرکت مخابرات کانادایی است، که در زمینه ارائه خدمات تلفن همراه، مخابرات بی‌سیم و شبکه تلفن همراه، همچنین به‌عنوان رساننده خدمات اینترنتی و نیز عرضه سرویس‌های تلویزیون ماهواره‌ای فعالیت می‌کند.
شرکت تلاس در سال ۱۹۹۰ توسط فرمانداری آلبرتا تأسیس شد. دفتر مرکزی این شرکت در شهر بارنابی، بریتیش کلمبیا، کانادا قرار دارد و بخشی از سهام آن در بازارهای بورس تورنتو و بورس نیویورک معامله می‌شود.